# Hannes Toth
Hannes Toth (* 13. April 1976) ist ein ehemaliger österreichischer Fußballspieler.
Von 1994 bis 1998 nahm er an insgesamt acht Spielen des SK Sturm Graz in der österreichischen Bundesliga teil und erzielte dabei ein Tor. Den Großteil seiner dortigen Zeit verbrachte der damalige Vertragsamateur jedoch beim damaligen Kooperationsklub LUV Graz bzw. anderen Leihstationen.
Bereits in der Saison 1999/2000 absolvierte Toth den Nachwuchsbetreuerlehrgang; ein Jahr später folgte ein Trainerlehrgang des Landesverbandes. Nach einem kurzen Engagement als Kampfmannschaftstrainer an seiner ehemaligen Wirkungsstätte in Großklein im Herbst 2013 entschloss sich Toth nebenberuflich als Jugendtrainer zu arbeiten. In dieser Zeit war er unter anderem Trainer am Jugendausbildungszentrum Graz-Umgebung-Süd, kurz JAZ GU-Süd, in Raaba, wo er auch an der Seite von Gernot Sick als Co-Trainer tätig war. Nach wenigen Jahren beendete er sein dortiges Engagement und war unter anderem als Nachwuchstrainer beim SV Pachern aktiv.